# 第二代法夫女公爵亚历山德拉公主
第二代法夫女公爵亚历山德拉公主（英語：Princess Alexandra, 2nd Duchess of Fife，1891年5月17日—1959年2月26日），英國王室成员，爱德华七世孙女。與妹妹莫德同為大不列颠及爱尔兰公主，敬稱殿下，是爱德华七世後代中的特例。

## 生平
亚历山德拉的父亲是第一代法夫公爵亚历山大·达夫，祖父是蘇格蘭貴族第五代法夫伯爵詹姆斯·达夫；母親路易絲長公主是國王爱德华七世、丹麥的亞歷山德拉的女兒，為维多利亚女王的孫女。亚历山大·达夫继承父亲的爵位后，於1889年迎娶王族路易絲，隨後获得两个联合王国贵族爵位法夫公爵、麦达夫侯爵。亚历山德拉於1891年5月17日誕生於伦敦里奇蒙，由於達夫公爵夫婦已無望再生下兒子繼承爵位，維多利亞女王在1900年再度册封法夫公爵，讓法夫公爵爵位可由女性继承。因为亚历山德拉的父親本非王族，所以她出生时并非英国公主，当时的头衔是女勳爵，在英国王位继承顺序中排列第五。亚历山德拉與妹妹莫德的血统在英国王族中十分獨特：威廉四世由於無嗣而由姪女维多利亚女王繼位，而威廉四世的私生女伊莉莎白·海伊是達夫公爵的外祖母。
爱德华七世繼承王位後，在1905年11月5日將大女兒路易絲封為長公主，同时命纹章院将長公主兩個女兒的敬称提升至殿下，視同王室成員。幾年後，亚历山德拉與希臘王族克里斯多福王子私下訂婚，他是亚历山德拉外祖母（丹麥的亞歷山德拉）的姪兒，不過因雙方父母介入而無疾而終。1911年12月，法夫公爵一家乘船航往埃及，中途在摩洛哥搁浅；雖然他們沒有受傷，但法夫公爵隨後因胸膜炎在阿斯旺病逝。1912年1月22日，亚历山德拉继承父亲的两个爵位，为第二代法夫女公爵、第二代麦达夫女伯爵。
1913年10月15日，亚历山德拉公主與英國王族亞瑟王子在伦敦聖詹姆士宮皇家教堂結婚，他是維多利亞女王的孫子、亚历山德拉的堂舅；婚後，亞力山德拉被称为康諾特的亚瑟王妃、法夫女公爵殿下（Princess Arthur of Connaught, Duchess of Fife）。第一次世界大战期间，亚历山德拉曾於帕丁頓聖瑪麗醫院擔任护士。1920年，丈夫亞瑟获任为南非聯邦总督，亚历山德拉隨行前往比勒陀利亞，继续在当地医院工作；返國後繼續協助王室處理政務，包括代理舅父乔治五世、表弟乔治六世兩任國王，亦曾在第二次世界大战期間獲任命為國務顧問。亚历山德拉的独子阿萊斯泰爾繼承祖父（康诺特和斯特拉森公爵亞瑟王子）的爵位後不久，於1943年早逝，沒有後代。亚历山德拉公主晚年因類風濕性關節炎在圣约翰伍德住所休養，1959年在家過世，享年67岁，火化後與父母及兒子合葬苏格兰亞伯丁郡聖尼尼安聖堂。亚历山德拉的爵位，由妹妹的獨子詹姆士·卡內基勳爵继承，是为第三代法夫公爵。

## 头衔，敬称，荣誉与盾徽

### 头衔
- 1891年5月17日-1905年11月5日：亚历山德拉·达夫女勳爵
Lady Alexandra Duff
- 1905年11月5日-1912年1月22日：法夫亚历山德拉郡主殿下
HH Princess Alexandra of Fife
- 1912年1月22日-1913年10月15日：法夫女公爵亚历山德拉郡主殿下
HH Princess Alexandra, Duchess of Fife
- 1913年10月15日-1959年2月26日：法夫女公爵康诺亚瑟王妃殿下
HRH Princess Arthur of Connaught, Duchess of Fife

### 荣誉
- 一等红十字勋章
- 聖約翰爵級正義司令勳銜
- 爱德华七世皇室勋章
- 四等英皇乔治五世皇家勋章

### 任命
- 英國陸軍財務機構榮譽團長